# الأمانة العامة لمجلس الوزراء (فلسطين)
الأمانة العامة لمجلس الوزراء الفلسطيني هي الجهاز التنفيذي لرئاسة الوزراء الفلسطينية، ويرأس أمين عام مجلس الوزراء الجهاز التنفيذي لرئاسة الوزراء الفلسطينية وهو موظف سامي بدرجة وزير وهو الرئيس الأعلى في الأمانة العامة لمجلس الوزراء الفلسطيني ويمارس فيها السلطات والصلاحيات المخولة له بموجب القانون الأساسي والقرارات الصادرة عن مجلس الوزراء الفلسطيني، ويساعده في انجاز مهامه مساعدين بدرجة وكيل، ويتبع لهما وكلاء مساعدون حسب الحاجة والقطاعات وتطوير العمل، ويمارس مساعد الأمين العام الإشراف المباشر على الإدارات العامة والوحدات التنظيمية المناطة به وينسق أعمالها، وهو مسئول أمام الوزير عن تنفيذ السياسة العامة والخطة السنوية فيما يتعلق بالإدارات والوحدات التنظيمية الموكلة إليه.

## أقسام الأمانة العامة لمجلس الوزراء الفلسطيني
تتشكل الأمانة العامة من المراكز الإدارية التالية:
1. مدير عام الإدارة العامة للبرامج الخاصة وتنسيق السياسات.
2. مدير عام الإدارة العامة للشؤون القانونية.
3. مدير عام الإدارة العامة لجودة الأداء الحكومي.
4. مدير عام الإدارة العامة لشؤون مجلس الوزراء.
5. مدير عام الإدارة العامة للخدمات المركزية.
6. مدير عام الإدارة العامة للشؤون العامة.
7. مدير عام الإدارة العامة للمعلومات.
8. مدير عام الإدارة العامة للتطوير والتدريب.

كما يتبع الأمين العام بشكل مباشر كلاً من:
1. مكتب الأمين العام لمجلس الوزراء.
2. وحدة العلاقات العامة والإعلام.
3. وحدة المؤسسات الحكومية غير الوزارية.
4. وحدة الرقابة الداخلية.
5. وحدة شكاوي وخدمات الجمهور.

## مهام ومسؤوليات الأمين العام لمجلس الوزراء الفلسطيني
تتلخص مهام ومسؤوليات الأمين العام لمجلس الوزراء الفلسطيني فيما يلي:
1. التأكد من الأداء الفعال للحكومة في إطار متابعة تنفيذ برنامجها وتنفيذ قراراتها.
2. الإشراف على إدارة النشاطات البناءة والمواجهة لتحقيق أقصى درجات التعاون والتنسيق ما بين مؤسسات السلطة التشريعية ومؤسسات السلطة التنفيذية وذلك من خلال الأمر والقوانين الممنوحة لكلا الجنسين.
3. رسم السياسات العامة للأمانة العامة لمجس الوزراء بما يتوافق وبرنامج الحكومة.
4. الإشراف على وتوجيه إدارة الأمانة العامة والمساءلة المطلقة بتنفيذ الموازنات الخاصة بمؤسسة رئاسة الوزراء الفلسطينية.
5. استلام المقترحات والمواضيع لتقديمها لمجلس الوزراء الفلسطيني والتأكد من استيفاء جميع المتطلبات الضرورية بهذا الخصوص.
6. تزويد المجلس بالرأي الاستشاري المهني حول البنود المدرجة على جدول أعمال مجلس الوزراء.
7. الإشراف على الترتيبات الخاصة بانعقاد اجتماعات مجلس الوزراء والإشراف على إعداد جدول أعمال مجلس الوزراء والمواضيع التي سيتم عرضها على مجلس الوزراء كذلك يقوم أمين عام مجلس الوزراء بالتأكد من قرارات مجلس الوزراء وإنهاء إجراءات التوقيع والمصادقة على القرارات.
8. الإشراف على وضع وتنفيذ السياسات المالية الخاصة برئاسة الوزراء والموازنة السنوية وإجراءات اعتمادها بموجب الأنظمة والقوانين المعمول بها.
9. تفعيل التقارير الإدارية ونشاطات التدريب في رئاسة الوزراء وذلك من أجل تطوير الأداء الوظيفي لتحقيق النتائج المرجوة.
10. الإشراف على تأسيس نظم معلومات شاملة لخدمة الأهداف ومهام رئاسة الوزراء ومجلس الوزراء وكذلك الإشراف على تحديث هذه الأنظمة وتطويرها.
11. الإشراف على إدارة الأنظمة المتعلقة بالاتصال والإعلام وذلك عبر التنسيق مع المؤسسات الدولية الرسمية والخاصة وذلك لخدمة أهداف رئاسة الوزراء.

## وصلات خارجية
- موقع الأمانة العامة لمجلس الوزراء الفلسطيني - حكومة إسماعيل هنية
- موقع رئاسة مجلس الوزراء الفلسطيني - حكومة سلام فياض